# Robert z Courtenay
Robert z Courtenay (francouzsky Robert de Courtenay, 1168 – 15. října 1239, Akkon) byl pán z Champignelles, Château-Renard, Charny, Conches, Nonancourt a Mehun-sur-Yèvre a účastník dvou křížových výprav. Na královském dvoře zastával funkci nejvyššího číšníka.
Narodil se jako mladší syn Petra z Courtenay, syna francouzského krále Ludvíka VI.
Byl pohřben v cisterciáckém klášteře Fontainejean